# Tempête sur la Jamaïque
Pour plus de détails, voir Fiche technique et Distribution.
Tempête sur la Jamaïque (Passionate Summer) est un film britannique réalisé par Rudolph Cartier, sorti en 1958.

## Synopsis
Douglas Lockwood part enseigner en Jamaïque pour oublier son divorce. Mais l'amour va le rattraper.

## Fiche technique
- Titre original : Passionate Summer
- Titre français : Tempête sur la Jamaïque
- Réalisation : Rudolph Cartier
- Scénario : Joan Henry, d'après le roman de Richard Mason
- Direction artistique : Jack Stephens
- Décors : Vernon Dixon
- Costumes : Margaret Lewin
- Photographie : Ernest Steward
- Son : C.C. Stevens, Bill Daniels
- Montage : Reginald Mills
- Musique : Angelo Francesco Lavagnino
- Production : Kenneth Harper, George Willoughby
- Production exécutive : Earl St. John
- Société de production : Harper-Willoughby
- Société de distribution : Rank Film Distributors
- Pays d'origine :  Royaume-Uni
- Langue originale : anglais
- Format : couleur (Eastmancolor) — 35 mm — 1,66:1 — son mono
- Genre : drame
- Durée : 103 minutes
- Dates de sortie :
  - Royaume-Uni : 25 septembre 1958
  - France : 1er juillet 1960

## Distribution
- Virginia McKenna : Judy Waring
- Bill Travers : Douglas Lockwood
- Yvonne Mitchell : Mme Pawley
- Alexander Knox : Leonard Pawley
- Carl Möhner : Louis
- Gordon Heath : Coroner
- Guy Middleton : Duffield
- Pearl Prescod : Mme Morgan
- Ellen Barrie : Sylvia